# خط طول 171° غرب
خط طول 171° غرب هو أحد خطوط الطول الجغرافية، والتي تمتد من القطب الشمالي الجغرافي إلى القطب الجنوبي الجغرافي، وحسب التحويل الزمني يتأخر خط طول 171° غرب عن خط غرينتش بـ11 ساعة و24 دقيقة.

## من القطب إلى القطب
ينطلق خط طول 171° غرب من القطب الشمالي نحو القطب الجنوبي مرورا بالمناطق التي ترد في الجدول التالي:
| الإحداثيات                           | البلد أو الإقليم أو البحر | ملاحظات |
| ------------------------------------ | ------------------------- | --- |
| 90°0′N 171°0′W / 90.000°N 171.000°W  | المحيط المتجمد الشمالي    | |
| 71°50′N 171°0′W / 71.833°N 171.000°W | بحر تشوكشي                | |
| 66°32′N 171°0′W / 66.533°N 171.000°W | روسيا                     | أوكروغ تشوكوتكا الذاتية — شبه جزيرة تشوكشي |
| 65°29′N 171°0′W / 65.483°N 171.000°W | بحر بيرنغ                 | |
| 63°35′N 171°0′W / 63.583°N 171.000°W | الولايات المتحدة          | ألاسكا — جزيرة سانت لورانس |
| 63°25′N 171°0′W / 63.417°N 171.000°W | بحر بيرنغ                 | مرورا بشرق Chagulak Island, ألاسكا, الولايات المتحدة (في 52°34′N 171°6′W / 52.567°N 171.100°W) · مرورا بغرب Yunaska Island, ألاسكا, الولايات المتحدة (في 52°33′N 170°51′W / 52.550°N 170.850°W) |
| 52°32′N 171°0′W / 52.533°N 171.000°W | المحيط الهادئ             | مرورا بشرق Enderbury Island, كيريباتي (في 3°8′S 171°4′W / 3.133°S 171.067°W) · مرورا بغرب Rawaki Island, كيريباتي (في 3°43′S 170°43′W / 3.717°S 170.717°W) · مرورا بشرق Manra Island, كيريباتي (في 4°27′S 171°13′W / 4.450°S 171.217°W) · مرورا بشرق فاكاوفو atoll, توكيلاو (في 9°21′S 171°11′W / 9.350°S 171.183°W) · مرورا بشرق Swains Island, ساموا الأمريكية (تملكه توكيلاو) (في 11°3′S 171°3′W / 11.050°S 171.050°W) · مرورا بغرب the جزيرة توتويلا, ساموا الأمريكية (في 14°19′S 170°51′W / 14.317°S 170.850°W) |
| 60°0′S 171°0′W / 60.000°S 171.000°W  | المحيط الجنوبي            | |
| 78°29′S 171°0′W / 78.483°S 171.000°W | القارة القطبية الجنوبية   | منطقة روس, المطالب الإقليمية بالقارة القطبية الجنوبية by نيوزيلندا |